# Bak csillagkép
Ez a szócikk a csillagképről szól. Az azonos nevű településhez lásd a Bak (település) című szócikket. Baknak nevezik még egyes párosujjú patások hímjét.
A Bak (latin: Capricornus) egy csillagkép, egyike a 12 állatövi csillagképnek.

## Története, mitológia

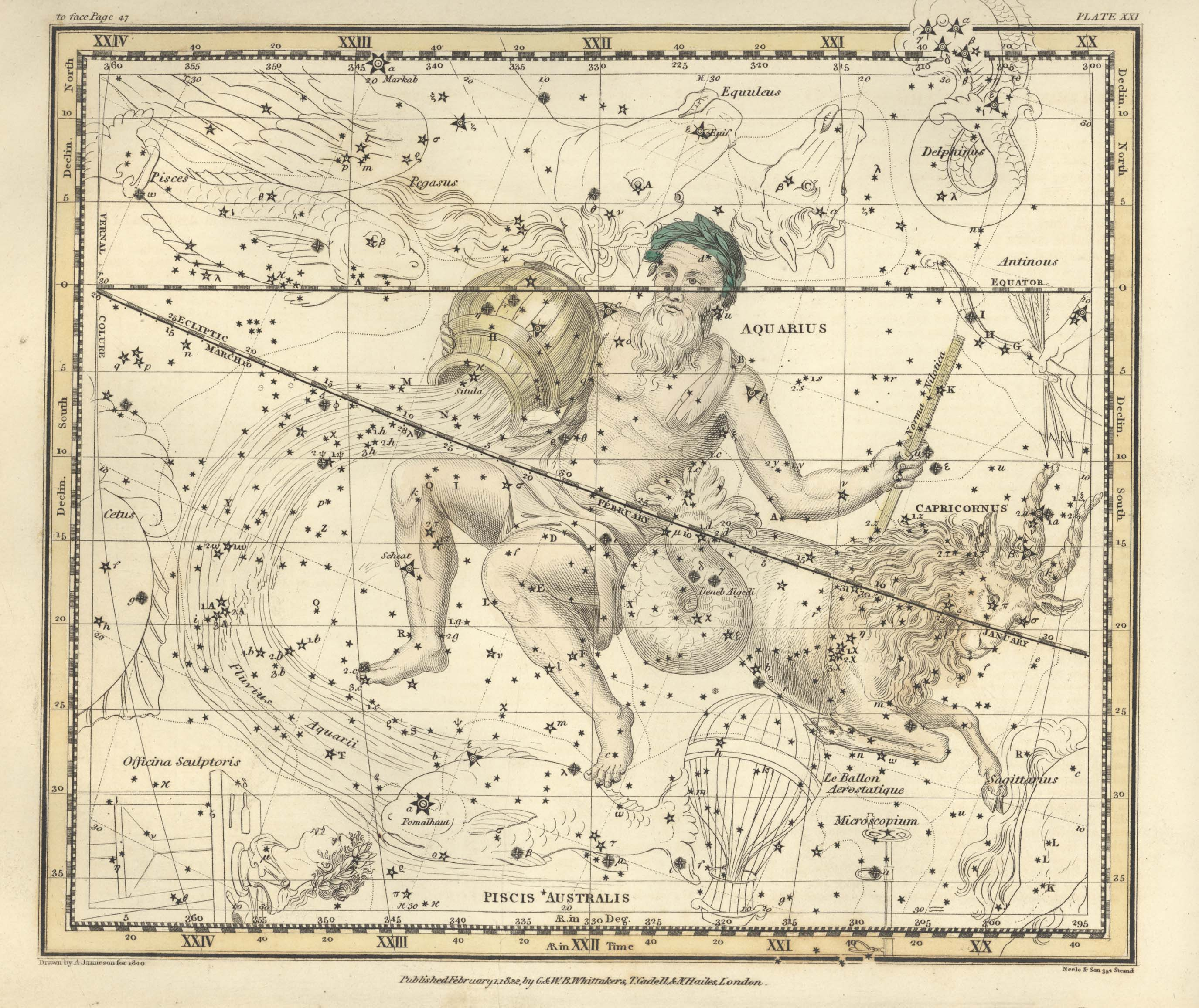
A Vízöntő és a Bak csillagképek

A csillagkép annyira régi, hogy elnevezésének eredete a homályba vész. Környékén számos vízzel kapcsolatos csillagkép található, talán ezért is lett később a görög monda is „vizes”. Több mint 3000 évvel ezelőtt babilóniai táblákon halfarkú kecskét ábrázoló festményeket találtak. A sumérok Éa istenhez kapcsolták, aki a tengerből emelkedett ki, s tudást adott az embereknek. A görögök Pán alakjához társították, aki a monda szerint a Nílus vizében fürdőzött, mikor megijesztette Tüphón. Az isten páni félelmében alakot akart váltani, alsó fele hal lett, de felső része kecske maradt. A görög mitológia a csillagképet Amaltheiával, a kecskével is azonosítja, aki a gyermek Zeuszt szoptatta, miután az édesanyja, Rhea megmentette őt attól, hogy az apja, Kronosz felfalja. A téli napforduló - bár már a Nyilas csillagképben van - ma is a Baktérítő nevet viseli.

## Láthatósága, megkeresése

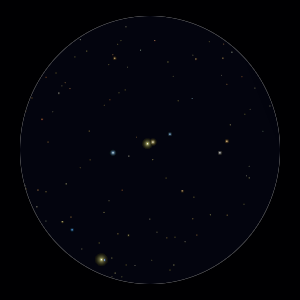
Alfa Capricorni – látszólagos kettőscsillag

A Bak az égi egyenlítőtől nem túl távoli déli csillagkép, de magassági kiterjedése csak 19°, így Magyarországról teljes terjedelmében látható.
A Nap látszólagos égi útja során január 20-ától február 16-ig van a Bak területén. A csillagkép április közepén egy órával kel a Nap előtt, és a délkeleti látóhatáron kereshető meg jellegzetes csónak alakja, amely a Sas csillagkép alatt van. Június közepén napkeltekor, két hónappal később már éjfél előtt delel, a látóhatár fölött 15-30 fokkal, és egész éjszaka látható. Október közepén este tízkor, november közepén este nyolckor, december közepén kora este, 6 órakor a délnyugati látóhatár fölött helyezkedik el.
A Bak csillagképet a Tejútrendszer legfényesebb részétől balra keressük ősszel, az esti órákban, és leginkább a már említett csónakot formázó csillagai alapján azonosíthatjuk.

## Látnivalók

### Csillagok
- α1 Cap: A Prima Giedi és az α2 Cap, a Secunda Giedi nagyon tág vizuális kettőst alkot. Távolságuk 690 és 110 fényév, valójában mindkettő kettőscsillag.
- β Cap: A Dabih. Szintén kettőscsillag, két fehér csillagból áll, melyeknek magnitúdója 3,1 és 6,1. Binokulárral szétválaszthatók.
- γ Capricorni - Nashira: fehér színű, 3,7m fényrendű óriáscsillag.
- δ Capricorni - Deneb Algiedi (Állatfarok): harmadrendű fedési kettős, a fénye körülbelül egy nap alatt mintegy 0,2 magnitúdót változik.
- ε Capricorni - Castra: 4m-s, kék színű csillag.
- ρ Cap: Szintén kettőscsillag, egy fehér 4,8-as és egy narancssárga 6,6-es magnitúdójú csillagból áll.

### Mélyégobjektumok
A csillagkép területén számos galaxist találunk, valamint néhány objektumot, mely saját Tejútrendszerünkhöz  tartozik. Maga a csillagkép a galaktikus egyenlítőtől délre helyezkedik el. Így amikor erre tekintünk, mintegy a Tejútrendszer síkja alatt nézünk ki a távoli világűrbe. Látványos mély-ég objektumok:
- Messier 30: Egy V osztályú 7,3m-s gömbhalmaz, melynek mérete 15'×15', ebből kifolyólag már a legkisebb távcsövekkel is könnyen megtalálható, de a déli félteke legjobb észlelőhelyeiről, megfelelő sötétadaptáció után akár szabad szemmel is megpillantható.
- Chatard 2: Egy rendkívül pici és halvány csillagraj, csupán 1'-es átmérővel. csillagai 14 magnitúdósak, és a halmaz 6-7 tagból áll. A {\displaystyle v} Capricorni csillagtól 40'-re északi irányban található. Igazi nagy távcsöveknek való objektum!
- Palomar 12: A csillagkép keleti határának közelében találunk rá erre a különleges gömbhalmazra, melynek fényereje csupán 11,7m. Különlegessége abban rejlik, hogy gyakorlatilag nincs központi sűrűsödése, így besorolása XII, ami a leglazább szerkezetű halmazokra jellemző.

A csillagkép területén továbbá csak igen halvány galaxisokat találunk, valamint több tucat galaxishalmazt, pl.  ACO 2374, ACO 2357 stb.

## Fordítás
- Ez a szócikk részben vagy egészben  a    Capricornus című angol Wikipédia-szócikk fordításán alapul.  Az eredeti cikk szerkesztőit annak laptörténete sorolja fel. Ez a jelzés csupán a megfogalmazás eredetét és a szerzői jogokat jelzi, nem szolgál a cikkben szereplő információk forrásmegjelöléseként.